# Мы ли это?
Мы ли это? — советский короткометражный документальный фильм, снятый творческим объединением «Экран» Гостелерадио СССР в 1987 году режиссёром Георгием Левашовым-Туманишвили.

## Сюжет
Главный герой (Михаил Янушкевич) приезжает в Москву в командировку и тут же погружается в атмосферу столицы времён перестройки. В гостиницах для него нет места, люди стоят в бесконечных очередях за дефицитными вещами. В магазинах и столовой он сталкивается с хамством сотрудников. Снять фильм о жизни в Москве для него также проблематично. Людям не нравится когда их снимают на камеру, съемки в различных заведениях сразу же пресекаются администрацией. Удивительным образом всё меняется когда он получает официальное разрешение на съемку от министерства — никто больше не хамит и не препятствует съемке, а в гостинице сразу же находятся свободные места.
В фильме показан глубочайший кризис советской системы за 4 года до развала СССР. Люди понимают, что государство о них больше не заботится. Все раздражены такой жизнью и непреднамеренно срываются в хамство...
Также герой посещает музей-усадьбу «Останкино» где проводит экскурсию «Она» (Евдокия Германова)
В фильме использованы песни Сандро Эристави

## Места съёмок
Фильм снимался в различных местах Москвы. В частности в ГУМе, гостинице «Интурист», музее-усадьбе «Останкино», Московском метрополитене и аэропорте.

## В ролях
- Михаил Янушкевич — Он (главный герой «журналист»)
- Евдокия Германова — Она (экскурсовод)

## Интересные факты
В одной из сцен главный герой смотрит фрагмент выступления Айи Кукуле из фильма «В субботу...в Риге!» 1986 года.